# Powiat braniewski (1818–1945)
| herb                            | Położenie w Prusach Wschodnich                                   |
| ------------------------------- | ---------------------------------------------------------------- |
|                                 |                                                                  |
| Podstawowe dane                 |                                                                  |
| Czas                            | 1818–1945                                                        |
| Kraj:                           | Prusy                                                            |
| prowincja                       | Prusy Wschodnie                                                  |
| rejencja                        | Królewiecka                                                      |
| Siedziba administracyjna        | Braniewo                                                         |
| powierzchnia                    | 946,86 km²                                                       |
| Liczba mieszkańców              | 62 317 (17 maja 1939)                                            |
| Gęstość zaludnienia             | 66 mieszkańców na km²                                            |
| Tablice rejestracyjne           | przewidywane w 1953 r.: BBG                                      |
| Struktura powiatu braniewskiego | 96 parafii i 1 dzielnica dworska w 20 okręgach administracyjnych |

Powiat braniewski (Kreis Braunsberg) – okręg w dawnych Prusach Wschodnich, który istniał w latach 1818–1945. Wcześniej, od 1773 do 1818, na Warmii również istniał powiat braniewski, który jednak obejmowała znacznie większy obszar. W 1818 nastąpiła reorganizacja powiatów, której zasadniczym celem było zmniejszenie ich obszaru. Powiat braniewski obejmował północną Warmię i graniczył z Zalewem Wiślanym od północnego zachodu. Rzeka Pasłęka, która wpada do Zalewu Wiślanego na terenie powiatu, stanowiła południowo-zachodnią granicę powiatu z powiatem pasłęckim (Kreis Preußisch Holland).

## Historia

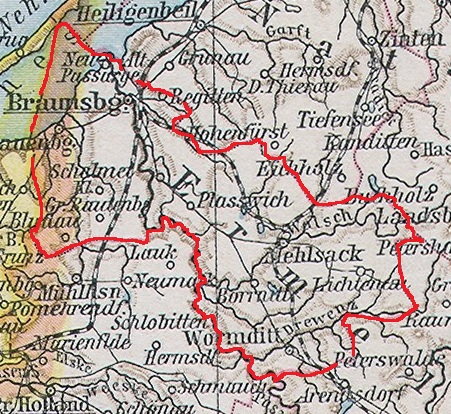
Mapa powiatu braniewskiego

Teren dawnego powiatu braniewskiego historycznie należał do Księstwa warmińskiego, które w 1772 roku w ramach pierwszego rozbioru Polski przypadło Królestwu Prus. Po włączeniu do państwa pruskiego w 1773 na Warmii utworzono dwa okręgi administracyjne: braniewski (Braunsberg) i lidzbarski (Heilsberg), które zostały podporządkowane Królewieckiej Kamerze Wojenno-Skarbowej. Okręg braniewski w tym czasie miał powierzchnię ok. 1540 km² i obejmował stare warmińskie urzędy (Ämter): Braniewo, Frombork, Dobre Miasto, Pieniężno i Orneta.
W ramach dokonywanych pruskich reform administracyjnych zaistniała potrzeba kompleksowej reformy powiatowej w całych Prusach Wschodnich, gdyż utworzone w latach 1752 i 1773 okręgi okazały się nieodpowiednie i zbyt duże. Z dniem 1 lutego 1818 z północno-wschodniej części dotychczasowego powiatu braniewskiego utworzono Kreis Braunsberg. Początkowo obejmował katolickie parafie Błudowo, Braniewo, Frombork, Babiak, Wierzno Wielkie, Henrykowo, Długobór, Łajsy, Lechowo, Pieniężno, Mingajny, Piotrowiec, Płoskinia, Pluty, Szalmia, Tolkowiec i Osetnik. Starostwo powiatowe znajdowało się w Braniewie. 1 kwietnia 1819 ponownie zmieniono granice powiatu. Parafia Babiak z powiatu braniewskiego przeszła do powiatu lidzbarskiego, a parafia Orneta została przeniesiona z powiatu lidzbarskiego do powiatu braniewskiego.
Powiat braniewski został przydzielony do okręgu administracyjnego Królewiec, który powstał w 1808 z dawnej Kamery Wojenno-Skarbowej w Królewcu. Od 1 grudnia 1829 powiat braniewski – po połączeniu Prus Wschodnich i Prus Zachodnich – należał do Prowincji Prusy (Provinz Preußen) z siedzibą w Królewcu. Od 1 lipca 1867 powiat należał do Związku Północnoniemieckiego, od 1 stycznia 1871 do Cesarstwa Niemieckiego (Deutsches Reich). 1 kwietnia 1878 nastąpił podział prowincji i powrócono do sytuacji sprzed 1824 roku, powiat braniewski stał się ponownie częścią Prus Wschodnich.
30 września 1929 w powiecie braniewskim, podobnie jak w całych Prusach, dokonano zmian terytorialnych, w ramach których wszystkie obszary dworskie zostały zlikwidowane i przydzielone sąsiednim gminom wiejskim.
W marcu 1945 Armia Czerwona zajęła teren powiatu braniewskiego, a następnie, po zakończeniu wojny, przekazała pod administrację władz polskich. Początkowo utrzymywane były granice przedwojennego powiatu. 19 maja 1946 dla miasta oraz dla powiatu wprowadzono polską nazwę Braniewo.
80% przedwojennych mieszkańców powiatu opuściło domostwa uciekając na Zachód lub zostało wywiezionych do Związku Radzieckiego jako robotnicy przymusowi. Pozostali zostali poddani weryfikacji, w wyniku której większość zostało w okresie od lutego 1946 do 1948 roku wysiedlonych na Zachód.
Współczesny powiat braniewski z miastem powiatowym Braniewo różni się znacznie terytorialnie od przedwojennego – Orneta została wydzielona do powiatu lidzbarskiego, natomiast do powiatu włączono południową część zlikwidowanego powiatu świętomiejskiego.

## Liczba ludności
| Rok  | Liczba mieszkańców | Źródło |
| ---- | ------------------ | ------ |
| 1800 | 49 077             | [ 8 ]  |
| 1818 | 24 173             | [ 9 ]  |
| 1846 | 43 674             | [ 10 ] |
| 1871 | 52 456             | [ 11 ] |
| 1890 | 52 209             |        |
| 1900 | 53 978             |        |
| 1910 | 54 613             |        |
| 1925 | 54 493             |        |
| 1933 | 56 493             |        |
| 1939 | 60 051             |        |
| 2021 | 38 686             | [ 12 ] |

## Polityka

### Starostowie powiatu do 1945
- 1773–179700Wilhelm Sigismund von Tettau[13]
- 1797–000000Johann von Lingk (przynajmniej do 1812)[13]
- 1817–184000Ferdinand von Schau(inne języki) (1768–1840)
- 1840–185400Dietrich Christoph von Groß gen. von Schwarzhoff(inne języki) (1810–1896)
- 1855–184400Achatius von Auerswald(inne języki) (1818–1883)
- 1865–186900Theodor Dillenburger(inne języki) (1838–1881)
- 1869–187800Wilhelm Eduard August Kleemann
- 1878–189200Albrecht Oberg
- 1892–190000Friedrich Karl Gramsch (1860–1923)
- 1900–190500Carl zu Dohna-Schlobitten(inne języki) (1857–1942)
- 1905–190500Walter Jung[14]
- 1910–192000Heinrich von Bieler(inne języki)
- 1920–193300Karl Stankewitz(inne języki) (1875–1967)[15]
- 1933–194100Bernhard Nienaber (* 1885)
- 1942–194300Wolfgang Born (* 1903)
- 1943–000000Haeszner (pełniący obowiązki)
- 19440000000Kolhoff

### Wybory
W Cesarstwie Niemieckim okręg braniewski wraz z okręgiem lidzbarskim tworzyły jeden okręg wyborczy w wyborach do Reichstagu pod nazwą „Königsberg 6”. W tym mocno katolickim okręgu we wszystkich wyborach do Reichstagu w latach 1871–1912 wygrywali kandydaci z katolickiej partii Centrum lub kandydaci ze środowiska osób katolicko-duchownych. W Republice Weimarskiej partia Centrum zdobyła bezwzględną większość głosów w wyborach do 1933 roku.

### Wybory samorządowe
Okręg braniewski był podzielony na miasta, gminy wiejskie i do 1928 na obszary dworskie, kiedy to uległy one niemal całkowitej likwidacji. Wraz z wprowadzeniem pruskiej ustawy o samorządach z 15 grudnia 1933 roku wprowadzono z dniem 1 stycznia 1934 jednolite ustawodawstwo samorządowe dla wszystkich gmin.

## Miasta i gminy

### Podział administracyjny 1945
Powiat braniewski składał się w dniu 1 stycznia 1945 z 96 gmin, w tym z miast: Braniewo, Frombork, Pieniężno i Orneta oraz z niezamieszkanego obszaru dworskiego Zalew Wiślany.
| Miasto           | Ludność (1939) |
| ---------------- | -------------- |
| Miasto Braniewo  | 21 142         |
| Miasto Frombork  | 2981           |
| Miasto Pieniężno | 4394           |
| Miasto Orneta    | 7817           |

### Gminy rozwiązane przed 1945
17 października 1928 kilka słabo zaludnionych gmin zostało włączonych do większych.
W 1894 roku gmina Schloßdamm-Braunsberg, dotychczas należąca do urzędu Szyleny, została włączona do miasta Braniewa.